# یوسف قدور
یوسف قدور (انگلیسی: Youssef Gaddour؛ زادهٔ ۱۵ مارس ۱۹۹۰) بازیکن بسکتبال اهل تونس است.